# Na hadci
Na hadci je přírodní rezervace poblíž obce Bohdíkov v okrese Šumperk. Chráněné území spravuje Krajský úřad Olomouckého kraje.

## Předmět ochrany
Důvodem ochrany je zachování hadcového území pokrytého smrkovým porostem s hojně vtroušenou jedlí a autochtonním modřínem a dále vzácné květeny vázané na vystupující hadcové skalky.